# Pedrosillo de los Aires
Pedrosillo de los Aires – gmina w Hiszpanii, w prowincji Salamanka, w Kastylii i León, o powierzchni 70,39 km². W 2011 roku gmina liczyła 392 mieszkańców.